# 舊康斯坦丁尼夫
舊康斯坦丁尼夫（羅馬化：Starokostiantyniv），或译为旧康斯坦丁诺夫，是乌克兰赫梅利尼茨基州赫梅利尼茨基区旧康斯坦丁尼夫市镇内的城市及该市镇的行政中心，2020年7月18日前为该州的州辖市。該市位於斯盧奇河畔，距離州府赫梅利尼茨基48公里，始建於1561年，面積40平方公里，海拔高度265米，2022年人口数量为33,921人。

## 图集

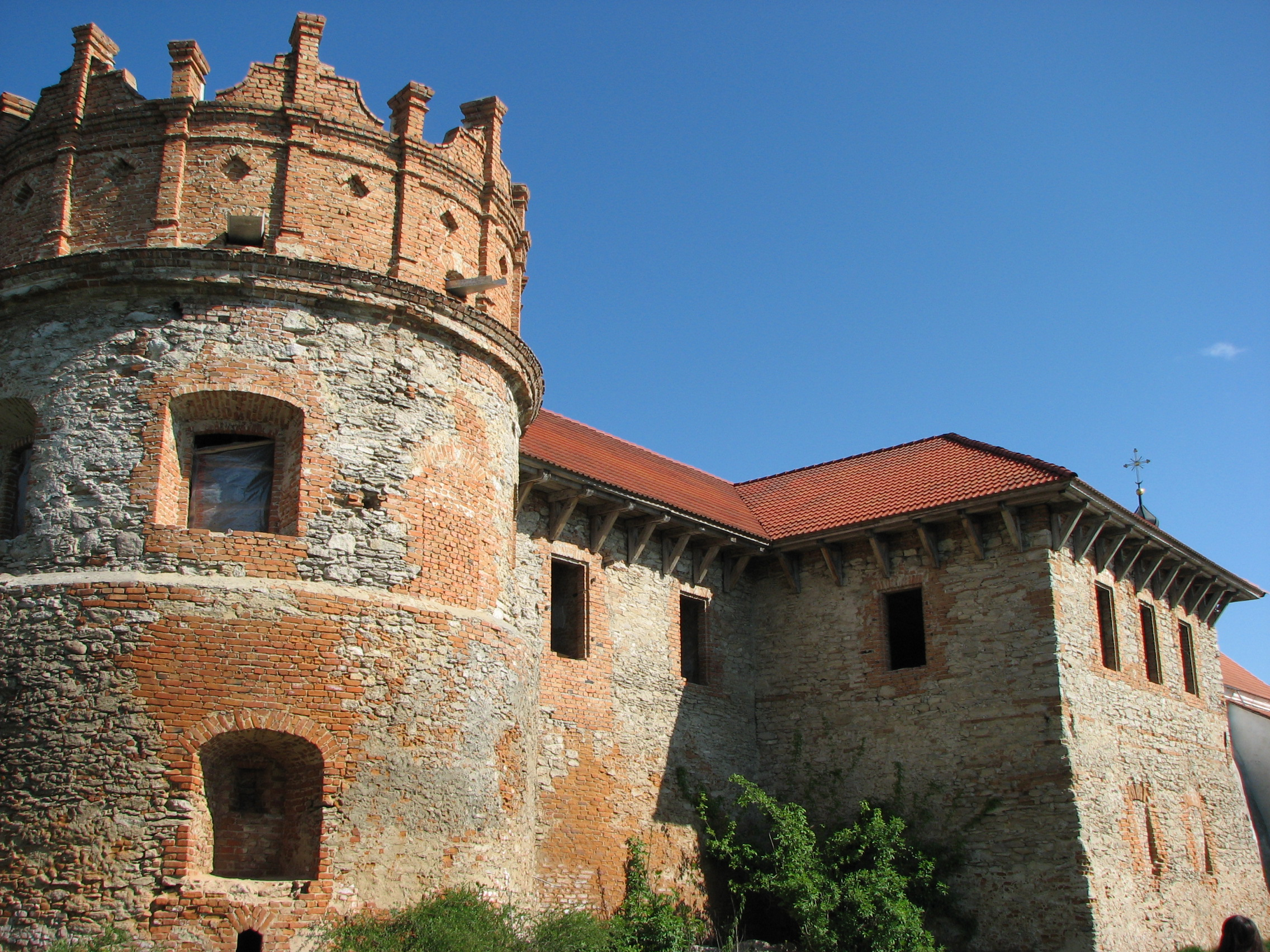
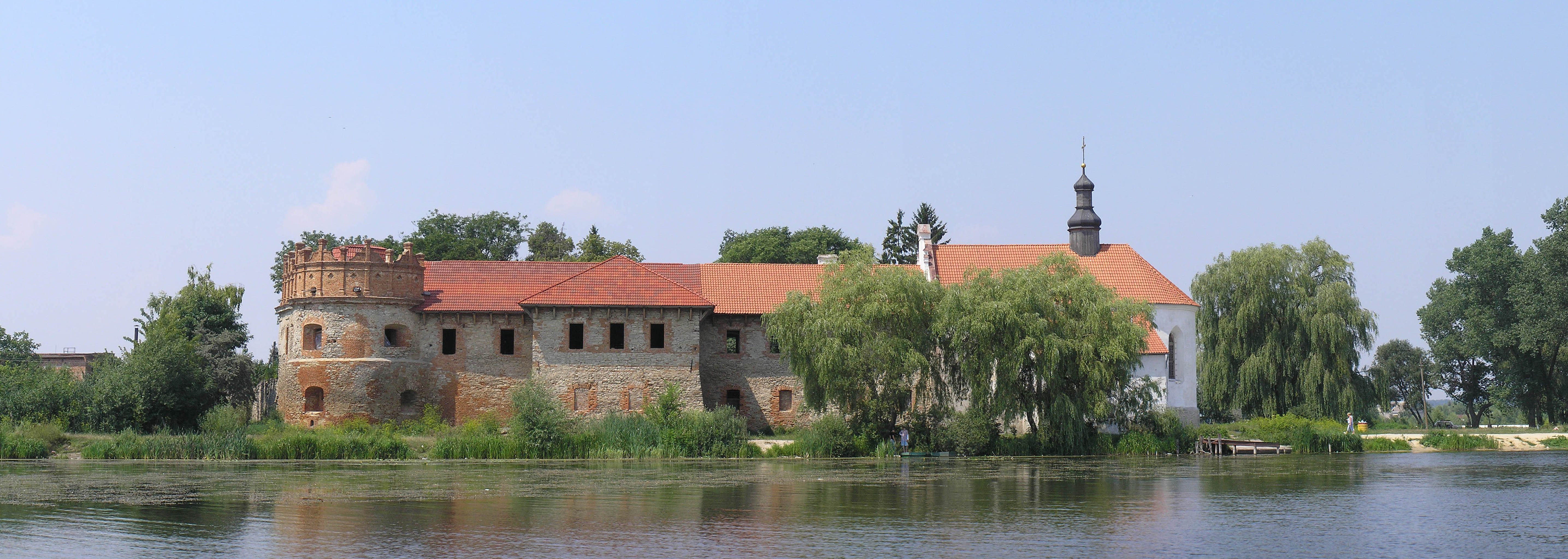
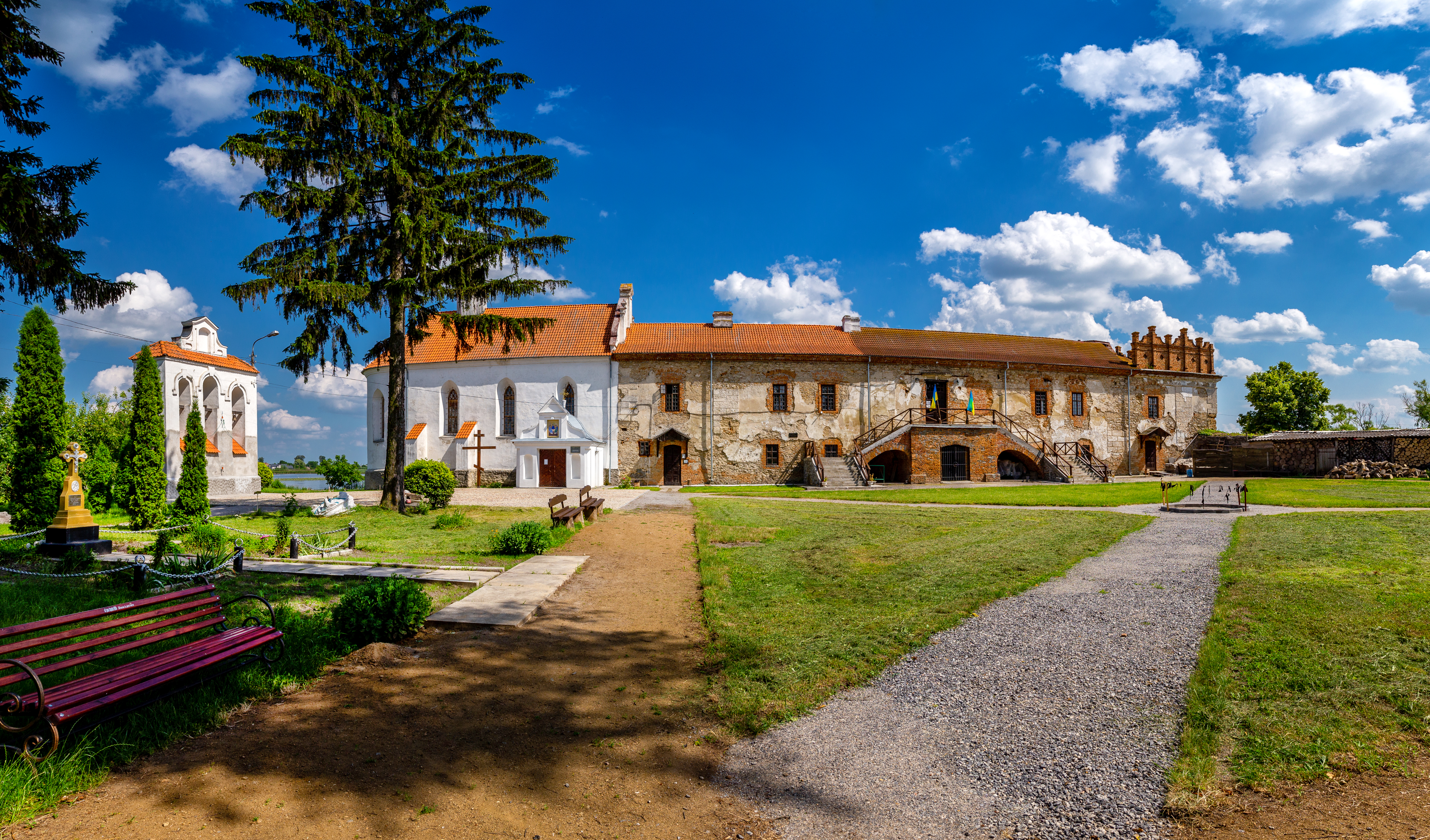
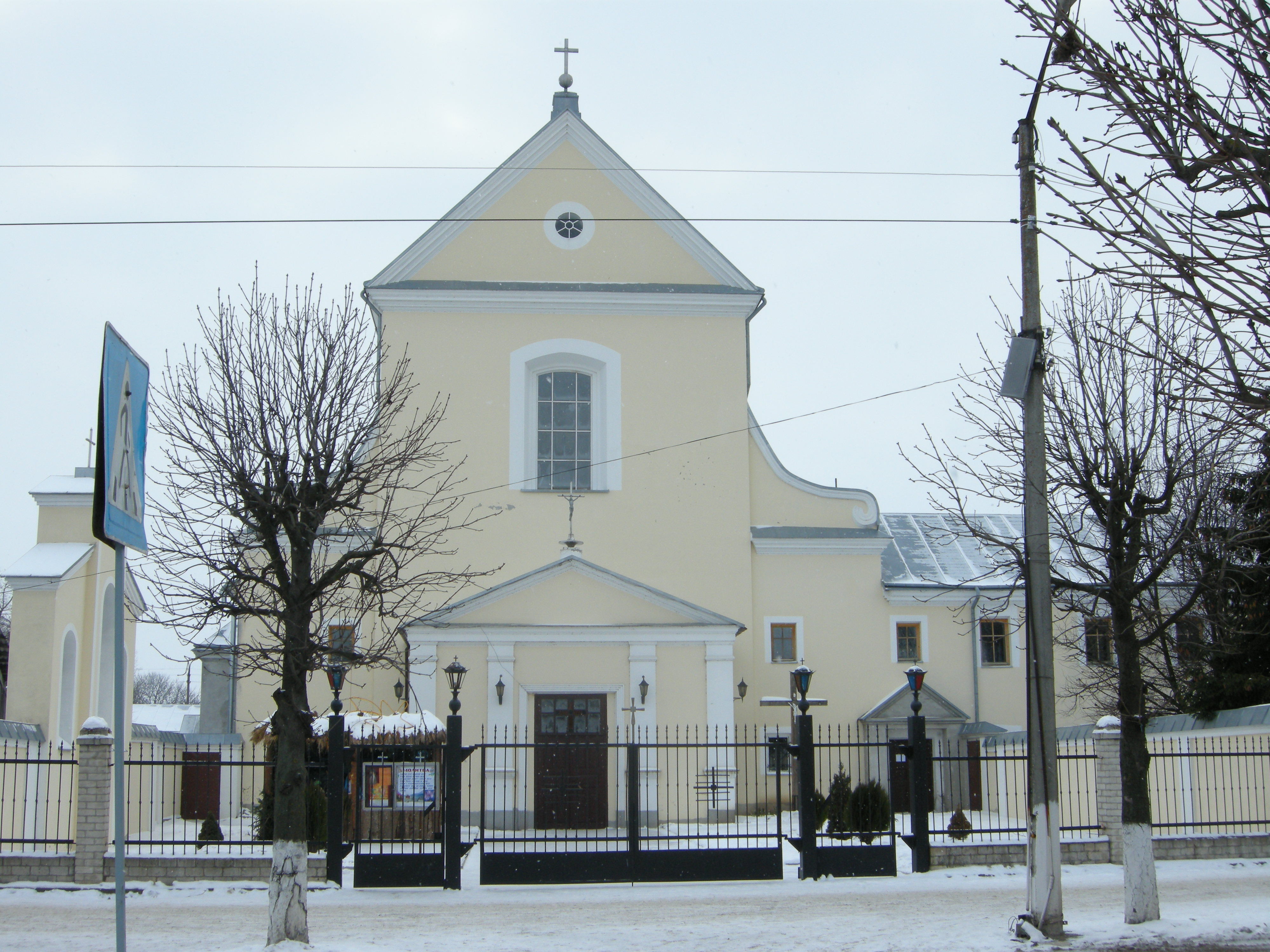
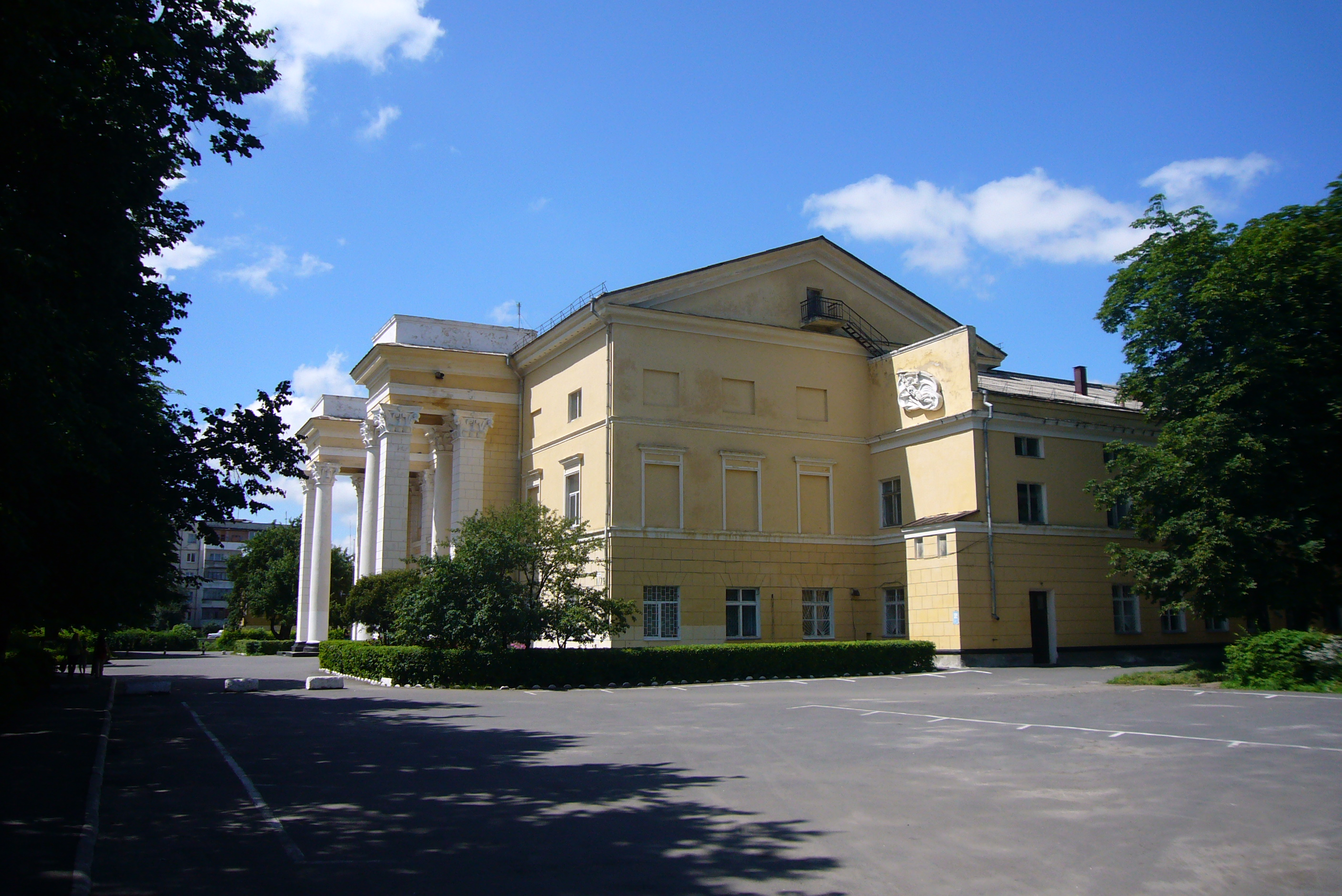
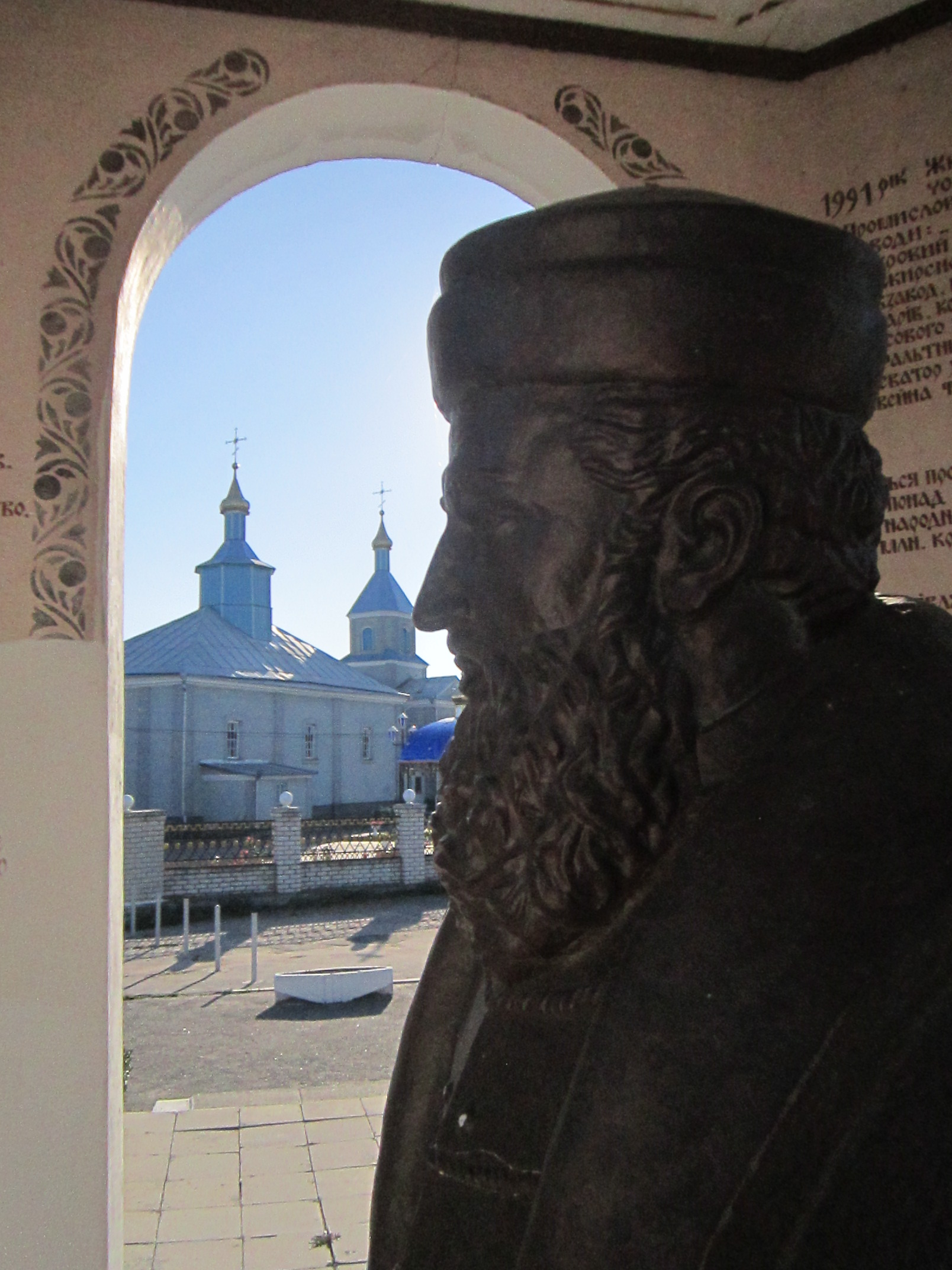

## 來源
1. ↑  . 北京: 中国地图出版社. 2023. ISBN 9787520431699.
2. ↑  . 北京: 中国地图出版社. 2003. ISBN 9787503127212.
3. ↑  黑龙江大学俄语语言文学研究中心辞书研究所 (编). . 商务印书馆. 1995: 2784. ISBN 7-100-02563-X.
4. ↑   (PDF).   [2023-01-04]. （原始内容存档 (PDF)于2022-08-10）.